# Entephria mediodivisa
Entephria mediodivisa là một loài bướm đêm trong họ Geometridae.